# 薩斯奎德山
46°24′39″N 9°58′21″E / 46.410771°N 9.972622°E

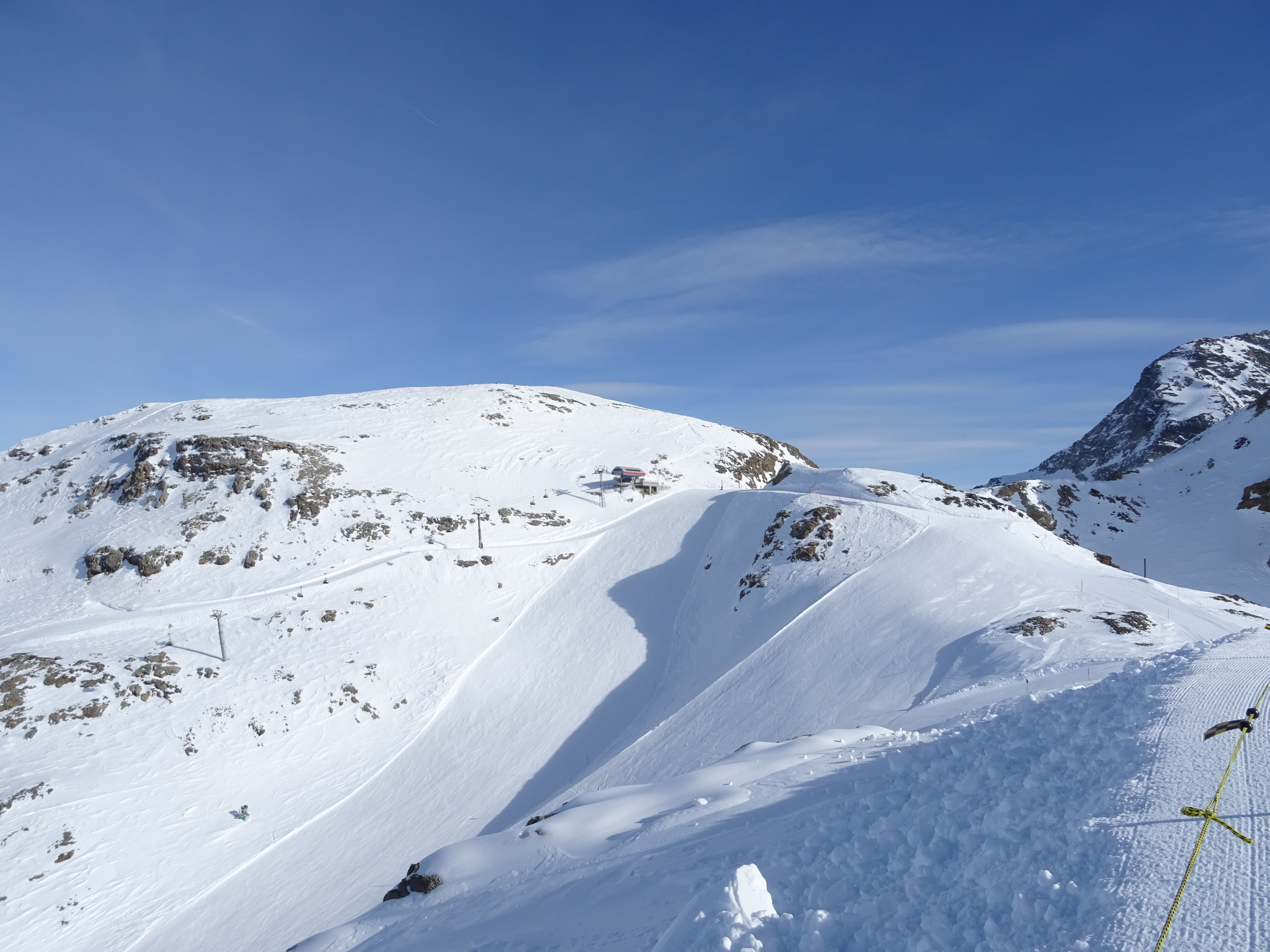

薩斯奎德山（Sass Queder），是瑞士的山峰，位於該國東南部，由格勞賓登州負責管轄，屬於貝爾尼納山脈的一部分，海拔高度3,065米，每年平均降雨量1,386毫米。